# Approximation des régimes quasi stationnaires
En électromagnétisme, l'approximation des régimes quasi stationnaires (ARQS, on parle aussi d'ARQP pour « permanents » au lieu de « stationnaires ») consiste à considérer comme négligeable le temps de propagation des ondes électromagnétiques (OEM) devant la période du signal.
Ainsi, pour une onde électromagnétique sinusoïdale de période temporelle T et de période spatiale {\displaystyle \lambda }, telle que {\displaystyle \lambda =c.T} (où {\displaystyle c} désigne la vitesse de l'onde), et pour un observateur situé à une distance {\displaystyle D} d'un point quelconque du circuit, on est dans le cadre de l'ARQS si {\displaystyle D\ll \lambda .}

## Exemples
Soit un émetteur grandes ondes de fréquence {\displaystyle f=180\ \mathrm {kHz} } ({\displaystyle T=5{,}6\ \mu \mathrm {s} }).
- Soit un récepteur situé à une distance {\displaystyle D=10\ \mathrm {cm} } de l'émetteur. Alors, le temps de propagation sera {\displaystyle \Delta t=D/c=0{,}33\ \mathrm {ns} }. {\displaystyle \Delta t\ll T,} donc l'approximation est valable.
- Soit un récepteur situé à une distance {\displaystyle D=1\ \mathrm {km} } de l'émetteur. Alors, le temps de propagation sera {\displaystyle \Delta t=D/c=3{,}3\ \mu \mathrm {s} }. {\displaystyle \Delta t} n'est plus du tout négligeable devant {\displaystyle T}, l'approximation n'est donc plus valable.

## Conséquence dans l'écriture deséquations de Maxwell
L'équation de Maxwell-Ampère : 
en régime variable, donne le rotationnel du vecteur champ magnétique comme une somme de deux termes.
Or, dans l'ARQS (c'est-à-dire quand la fréquence est assez faible pour une dimension de circuit donnée), le second terme {\displaystyle \varepsilon _{0}\mu _{0}{\tfrac {\partial {\overrightarrow {E}}}{\partial t}}} est en général négligeable devant le premier {\displaystyle \mu _{0}{\overrightarrow {j}}} (l'exception la plus courante concerne l'espace inter-armatures d'un condensateur, dans lequel {\displaystyle {\overrightarrow {j}}} est nul).
L'équation de Maxwell-Ampère devient

## Conséquence pratique:loi des nœuds ou première loi de Kirchhoff
Si on applique l'opérateur divergence à l'équation de Maxwell-Ampère, on obtient :
Ce qui, selon les règles de l'analyse vectorielle, donne :
On applique ensuite le théorème de Green-Ostrogradski :
La somme algébrique des intensités passant par un nœud est donc nulle. Ainsi, la loi des nœuds reste valable dans l'approximation des régimes quasi stationnaires.